# 约翰·路德维格·莫温克尔

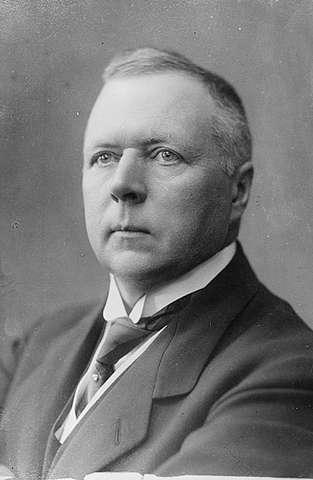
约翰·路德维格·莫温克尔

约翰·路德维格·莫温克尔（1870年10月22日—1943年9月30日），挪威政治家。船业巨子。20－30年代间三次任挪威首相，为当时挪威杰出的政治家。社会自由党人。
莫温克尔出生于卑尔根，就读奥斯陆大学。
| 前任： 亚伯拉罕·贝尔格     | 挪威首相 1924年-1926年 | 繼任： 伊瓦尔·林克     |
| 前任： 克里斯多夫·Hornsrud | 挪威首相 1928年-1931年 | 繼任： 佩德·科斯达德   |
| 前任： 延斯·Hundseid       | 挪威首相 1933年-1935年 | 繼任： 约翰·尼高斯沃尔 |